# 保坂高殿
保坂 高殿（ほさか たかや、1955年4月5日 - ）は、日本の西洋古典・西洋古代史学者。

## 略歴
東京都文京区出身。東京外国語大学卒。1990年東京大学大学院人文科学研究科博士課程単位取得満期退学、1993年千葉大教養部助教授、1994年文学部助教授、2007年准教授、2008年教授。2008年「ローマ帝政初期のユダヤ・キリスト教迫害」で日本学士院賞受賞。2009年「ローマ帝政中期の国家と教会 キリスト教迫害史研究 193 - 311年」で東京大学博士（学術）。2020年、千葉大学を退職。

## 著書
- 『ローマ帝政初期のユダヤ・キリスト教迫害』（教文館） 2003
- 『多文化空間のなかの古代教会』（教文館） 2005
- 『ローマ史のなかのクリスマス』（教文館） 2005
- 『ローマ帝政中期の国家と教会 キリスト教迫害史研究193 - 311年』（教文館） 2008

## 翻訳
- 『新約聖書とローマ法・ローマ社会』（A・N・シャーウィン・ホワイト、日本基督教団出版局） 1987
- 『新約聖書 5 パウロの名による書簡・公同書簡・ヨハネの黙示録』（共訳、岩波書店） 1996

## 参考
- デジタル版日本人名大辞典